# Vern-sur-Seiche
Vern-sur-Seiche é uma comuna francesa na região administrativa da Bretanha, no departamento Ille-et-Vilaine. Estende-se por uma área de 19,73 km². Em 2010 a comuna tinha 8 193 habitantes (densidade: 415,3 hab./km²).